# Saki jõgi
Saki jõgi är ett vattendrag i Estland.   Det ligger i landskapet Pärnumaa, i den sydvästra delen av landet, 100 km söder om huvudstaden Tallinn.